# Ephormotris
Ephormotris é um gênero de mariposa pertencente à família Crambidae.